# 犯行声明

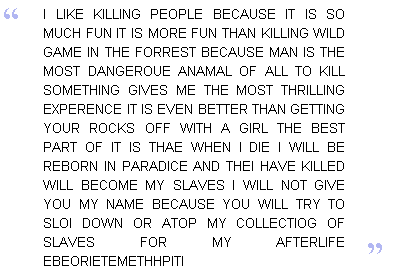
単なる自己顕示欲が目的なゾディアックの犯行声明文

犯行声明（はんこうせいめい）とは、テロ・殺人・傷害事件など、社会に何らかの損害・被害を与える事件を起こした後に、その犯行を行なった者が自らの名称や犯行を起こすに至った理由について、広く周知する形で述べる行動のことである。
日本においては、斬奸状（ざんかんじょう）、斬奸趣意書とも呼ぶ。

## 概説
犯行声明の多くは、匿名・偽名またはテロ集団の名を出す形で行われることが多いが、中には実在するテロ集団の名前を騙る者もいる。逆に、事件を起こした者とは別人が愉快犯目的で、または事件と無関係のテロ団体が示威のために虚偽の犯行声明を出す場合もある。このため、多くの局面で検証作業が必要になる。
犯行声明が本物である場合は記述から動機を解明する作業が試みられ、捜査が進展する事件もある。また犯行声明が記された物に指紋や筆跡などの犯人の物理的接触や花粉などの犯行声明を作成したアジトがあると想定される場合、犯人を特定する物証としても重視されることもある。
現実世界では未解決事件における正体不明の犯罪者に対して、犯行予告で自称した名前から犯人名を取ることがある。
北アイルランド問題におけるアイルランド共和軍の犯行声明の場合は、一般に公表されていない特定の言葉が含まれ、また特定の放送局のみに送付されることから、本物の犯行声明であると認定され続けて来た。

## 目的
単なる自己顕示欲が目的なもの（神戸連続児童殺傷事件、てるくはのる事件など）から、社会的な問題を提起したいがための行動（朝鮮総連に対する抗議など）、またテロ集団としての自分たちの名を売るための行為（連続企業爆破事件、反米爆破テロなど）、わざと本来の動機とは異なる動機を表明して捜査を混乱させ時効を迎えやすくするなど、動機はさまざまである。
いずれにしても、多くの大衆が犯罪者あるいは犯罪集団を恐れることになることだけは確かである。

## 手段
多くの場合、手紙・はがき・あるいは音声や映像の入った記録媒体をマスメディアに送り付ける。それ以外では犯行現場に犯行声明を記した手紙や記録媒体を置く手法も使われる。
近年では、インターネットの動画投稿サイトなどに、自分たちの声明を送りつけることもある（イラクへ渡航した日本人が、現地のテロ集団に囚われて首を斬られる動画の例など）。

## 例
斬奸状とは、悪人を切り殺す際に、殺害理由を記した文書。
- 1878年5月15日に「朝野新聞」が大久保利通を殺害した島田一郎らの斬奸状を掲げ、7日間の発行停止を命じられた。日本初の日刊新聞発行停止である[2]。
- 桜田門外の変にて、斬奸主意書がある[3]。